# Knattspyrnufélag Reykjavíkur
Knattspyrnufélag Reykjavíkur, ofta förkortat KR eller KR Reykjavík, är en isländsk idrottsklubb från Reykjavík som är mest känd för sina framgångar inom fotboll.
KR bildades som en fotbollsklubb 1899, vilket gör den till den äldsta fotbollsklubben i landet, men har även sektioner inom taekwondo, basket, badminton, bordtennis, dart, glíma (en form av brottning), handboll, skidåkning och simning. Herrlaget i fotboll har vunnit inhemska ligan 26 gånger och är därmed den mest framgångsrika isländska fotbollsföreningen.

## Meriter
Mästare1912, 1919, 1926, 1927, 1928, 1929, 1931, 1932, 1934, 1941, 1948, 1949, 1950, 1952, 1955, 1959, 1961, 1963, 1965, 1968, 1999, 2000, 2002, 2003, 2011, 2013, 2019.
Cupen1960, 1961, 1962, 1963, 1964, 1966, 1967, 1994, 1995, 1999, 2008, 2011, 2012, 2014.

## Färger
KR Reykjavík spelar i svart och vit trikåer, bortastället är blå eller vit och svart.
| KR Reykjavík | KR Reykjavík |

## Placering senaste säsonger
| Säsong | Nivå | Liga        | Placering | Referens | Notering           |
| ------ | ---- | ----------- | --------- | -------- | ------------------ |
| 2010   | 1    | Pepsideild  | 4         | [ 5 ]    | 🏆 Cupen: finalist |
| 2011   | 1    | Pepsideild  | 1         | [ 6 ]    | 🏆 Cupen: vinnare  |
| 2012   | 1    | Pepsideild  | 4         | [ 7 ]    | 🏆 Cupen: vinnare  |
| 2013   | 1    | Pepsideild  | 1         | [ 8 ]    |                    |
| 2014   | 1    | Pepsideild  | 3         | [ 9 ]    | 🏆 Cupen: vinnare  |
| 2015   | 1    | Pepsideild  | 3         | [ 10 ]   | 🏆 Cupen: finalist |
| 2016   | 1    | Pepsideild  | 3         | [ 11 ]   |                    |
| 2017   | 1    | Pepsideild  | 4         | [ 12 ]   |                    |
| 2018   | 1    | Pepsideild  | 4         | [ 13 ]   |                    |
| 2019   | 1    | Pepsideild  | 1         | [ 14 ]   |                    |
| 2020   | 1    | Pepsideild  | 5         | [ 15 ]   |                    |
| 2021   | 1    | Pepsideild  | 3         | [ 16 ]   |                    |
| 2022   | 1    | Besta deild | 4         | [ 17 ]   |                    |
| 2023   | 1    | Besta deild | 6         | [ 18 ]   |                    |
| 2024   | 1    | Besta deild | 8         | [ 19 ]   |                    |